# (38673) 2000 PC8
2000 PC8 (asteroide 38673) é um asteroide da cintura principal. Possui uma excentricidade de 0.18680230 e uma inclinação de 2.55421º.
Este asteroide foi descoberto no dia 3 de agosto de 2000 por LINEAR em Socorro.